# Graccurris
Graccurris fou una antiga ciutat dels vascons que correspon probablement a l'actual Alfaro, i que abans de la seva refundació pels romans es deia Ilurcis i va rebre el nom en honor de Tiberi Semproni Grac III.
Graccurris, o també Gracurris, Gracuris o Graecuris, s'ubicava a la via entre Astorga i Tarragona, de la qual constituïa una mansió, situant-se entre les mansions de Barbanana (al Oeste) i de Balsio o Balsione (a l'est, en la via de Turiaso o Tarassona fins a Saragossa, les ruïnes de la qual s'aprecien actualment prop de Mallén), i a l'oest de Tutela (Tudela), que va haver de fundar-se per aquesta mateixa època.
Es conserva part de l'aqüeducte que proveïa la ciutat. Alfaro se situa en la riba dreta del riu Alhama, a prop de l'Ebre, en un terreny pla amb pastures. No queden rastres de l'antiga Graccurris llevat de l'aqüeducte, i l'Alfaro actual va ser fundada pels àrabs.